# IBM Rational Unified Process
O RUP, Rational Unified Process (ou Processo Unificado da Rational), é um processo proprietário de Engenharia de software criado pela Rational Software Corporation, adquirida pela IBM, ganhando um novo nome IRUP que agora é uma abreviação de IBM Rational Unified Process e tornando-se uma brand na área de Software, fornecendo técnicas a serem seguidas pelos membros da equipe de desenvolvimento de software com o objetivo de aumentar a sua produtividade no processo de desenvolvimento.
O RUP usa a abordagem da orientação a objetos em sua concepção e é projetado e documentado utilizando a notação UML (Unified Modeling Language) para ilustrar os processos em ação. Utiliza técnicas e práticas aprovadas comercialmente.
Ainda assim, existem dúvidas a respeito de como a determinação clara de objetivos não pode mais se dissociar dos índices pretendidos. Do mesmo modo, a consolidação das estruturas estimula a padronização dos procedimentos normalmente adotados.
É um processo considerado pesado e preferencialmente aplicável a grandes equipes de desenvolvimento e a grandes projetos, porém o fato de ser amplamente customizável torna possível que seja adaptado para projetos de qualquer escala. Para a gerência do projeto, o RUP provê uma solução disciplinada de como assinalar tarefas e responsabilidades dentro de uma organização de desenvolvimento de software.
O RUP é, por si só, um produto de software. É modular e automatizado, e toda a sua metodologia é apoiada por diversas ferramentas de desenvolvimento integradas e vendidas pela IBM através de seus "Rational Suites".
Métodos concorrentes no campo da engenharia de software incluem o "Cleanroom" (considerado pesado) e os Métodos Ágeis (leves) como a Programação Extrema (XP-Extreme Programming), Scrum, FDD e outros.

## Linhas mestras
O RUP define as seguintes linhas-mestras e esqueletos (templates) para os membros da equipe de um ciclo de produção: parte do cliente, e uma avaliação do progresso do projeto pela sua gerência. Além disso, ajuda os programadores a manterem-se concentrados no projeto.

### Gestão de requisitos
Uma documentação apropriada é essencial para qualquer grande projeto; note que o RUP descreve como documentar a funcionalidade, restrições de sistema, restrições de projeto e requisitos de negócio.
Os casos de uso (em inglês Use Cases) e os cenários são exemplos de artefatos dependentes do processo, que têm sido considerados muito mais eficazes na captura de requisitos funcionais.

### Uso de arquitetura baseada em componentes
A arquitetura baseada em componentes cria um sistema que pode ser facilmente extensível, promovendo a reutilização de software e um entendimento intuitivo. Um componente normalmente se relaciona com um objeto na programação orientada a objetos.
O RUP oferece uma forma sistemática para construir este tipo de sistema, focando-se em produzir uma arquitetura executável nas fases iniciais do projeto, ou seja, antes de comprometer recursos em larga escala.
Estes componentes são normalmente incluídos em infraestruturas existentes como o CORBA e o COM (Modelo de Componentes de Objetos).

### Uso de software de modelos visuais
Ao abstrair a programação do seu código e representá-la utilizando blocos de construção gráfica, o RUP consegue uma maneira efetiva de se ter uma visão geral de uma solução.
O uso de modelos visuais também pode permitir que indivíduos de perfil menos técnico (como clientes) tenham um melhor entendimento de um dado problema, e assim se envolvam mais no projeto como um todo.
A linguagem de modelagem UML tornou-se um padrão industrial para representar projetos, e é amplamente utilizada pelo RUP.

### Verificação da qualidade do software
Não assegurar a qualidade do software é a falha mais comum em todos os projetos de sistemas computacionais. Normalmente pensa-se em qualidade de software após o término dos projetos, ou a qualidade é responsabilidade de uma equipe diferente da equipe de desenvolvimento.
O RUP visa auxiliar no controle do planejamento da qualidade, verificando-a na construção de todo o processo e envolvendo todos os membros da equipe de desenvolvimento.

### Gestão e controle de mudanças do software
Em todos os projetos de software a existência de mudanças é inevitável. O RUP define métodos para controlar e monitorar mudanças. Como uma pequena mudança pode afetar aplicações de formas inteiramente imprevisíveis, o controle de mudanças é essencial para o sucesso de um projeto.
O RUP também define áreas de trabalho seguras, garantindo a um programador que as mudanças efetuadas em outro sistema não afetarão o seu sistema.

## Fases
Até agora estas linhas de guia são gerais, a serem aderidas ao percorrer do ciclo de vida de um projeto. As fases (vide figura abaixo) indicam a ênfase que é dada no projeto em um dado instante. Para capturar a dimensão do tempo de um projeto, o RUP divide o projeto em quatro fases diferentes:

Fases do RUP

1. Iniciação ou concepção: ênfase no escopo do sistema;
2. Elaboração: ênfase na arquitetura;
3. Construção: ênfase no desenvolvimento;
4. Transição: ênfase na implantação.

O RUP também se baseia nos 4 Ps:
1. Pessoas
2. Projeto
3. Produto
4. Processo

As fases são compostas de iterações. As iterações são janelas de tempo; as iterações possuem prazo definido enquanto as fases são objetivas.
Todas as fases geram artefatos. Estes serão utilizados nas próximas fases e documentam o projeto, além de permitir melhor acompanhamento.

### Fase de concepção
A fase de iniciação ou concepção contém os workflows necessários à concordância dos stakeholders - as partes interessadas - com os objetivos, a arquitetura e o planejamento do projeto. Se essas partes interessadas tiverem bons conhecimentos, pouca análise será requerida. Caso contrário, será exigida uma análise mais elaborada.
Nesta fase, os requisitos essenciais do sistema são transformados em casos de uso. O objetivo não é fechá-los em sua totalidade, mas apenas aqueles necessários à formação de opinião. A etapa é geralmente curta e serve para definir se é viável continuar com o projeto e definir os riscos e o custo deste último. Um protótipo pode ser feito para que o cliente possa aprovar.
Como cita o RUP, o ideal é que sejam feitas iterações, mas estas devem ser bem definidas quanto à sua quantidade e aos objetivos.

### Fase de elaboração
A fase de elaboração será apenas para o projeto do sistema, buscando complementar o levantamento / documentação dos casos de uso, voltado para a arquitetura do sistema, revisa a modelagem do negócio para os projetos e inicia a versão do manual do usuário. Deve-se aceitar: Visão geral do produto (incremento + integração) está estável?; O plano do projeto é confiável?; Custos são admissíveis?

### Fase de construção
Na fase de construção, começa o desenvolvimento físico do software, produção de códigos, testes alfa. Os testes beta são realizados no início da fase de Transição.
Deve-se aceitar testes, e processos de testes estáveis, e se os códigos do sistema constituem "baseline".

### Fase de transição
Nesta fase ocorre a entrega (deployment) do software, é realizado o plano de implantação e entrega, acompanhamento e qualidade do software. Produtos (releases, versões) devem ser entregues, e ocorrer a satisfação do cliente.
Nesta fase também é realizada a capacitação dos usuários.

## Disciplinas

### Seis Disciplinas de engenharia de software

#### Disciplina de modelagem de negócios
As organizações estão cada vez mais dependentes de sistemas de TI, tornando-se imperativo que os engenheiros de sistemas de informação saibam como as aplicações em desenvolvimento se inserem na organização. As empresas investem em TI, quando entendem a vantagem competitiva do valor acrescentado pela tecnologia. O objetivo de modelagem de negócios é, primeiramente, estabelecer uma melhor compreensão e canal de comunicação entre engenharia de negócios e engenharia de software. Compreender o negócio significa que os engenheiros de software devem compreender a estrutura e a dinâmica da empresa alvo (o cliente), os atuais problemas na organização e possíveis melhorias. Eles também devem garantir um entendimento comum da organização-alvo entre os clientes, usuários finais e desenvolvedores.
Modelagem de negócios, explica como descrever uma visão da organização na qual o sistema será implantado e como usar esta visão como uma base para descrever o processo, papéis e responsabilidades.

#### Disciplina de requisitos
Esta disciplina explica como levantar pedidos das partes interessadas ("stakeholders") e transformá-los em um conjunto de requisitos que os produtos funcionam no âmbito do sistema a ser construído e fornecem requisitos detalhados para o que deve fazer o sistema.

#### Disciplina de análise e projeto (design)
O objetivo da análise e projeto é mostrar como o sistema vai ser realizado. O objetivo é construir um sistema que:
- Execute, em um ambiente de execução específico, as tarefas e funções especificadas nas descrições de casos de uso
- Cumpra todas as suas necessidades
- Seja fácil de manter quando ocorrerem mudanças de requisitos funcionais

Resultados de projeto em um modelo de análise e projeto tem, opcionalmente, um modelo de análise. O modelo de design serve como uma abstração do código-fonte, isto é, o projeto atua como um modelo de "gabarito" de como o código-fonte é estruturado e escrito. O modelo de projeto consiste em classes de design estruturado em pacotes e subsistemas com interfaces bem definidas, representando o que irá se tornar componentes da aplicação. Ele também contém descrições de como os objetos dessas classes colaboram para desempenhar casos de uso do projeto.

#### Disciplina de implementação
Os efeitos da implementação são:
- Para definir a organização do código, em termos de subsistemas de implementação organizadas em camadas
- Para implementar classes e objetos em termos de componentes (arquivos-fonte, binários, executáveis e outros)
- Para testar os componentes desenvolvidos como unidades
- Integrar os resultados produzidos por implementadores individuais (ou equipes), em um sistema executável

Sistemas são realizados através da aplicação de componentes. O processo descreve como reutilizar componentes existentes ou implementar novos componentes com responsabilidades bem definidas, tornando o sistema mais fácil de manter e aumentar as possibilidades de reutilização.

#### Disciplina de teste
As finalidades da disciplina de teste são:
- Verificar a interação entre objetos
- Verificar a integração adequada de todos os componentes do software
- Verificar se todos os requisitos foram corretamente implementados
- Identificar e garantir que os defeitos são abordados antes da implantação do software
- Garantir que todos os defeitos são corrigidos, reanalisados e fechados

O Rational Unified Process propõe uma abordagem iterativa, o que significa que deve-se testar todo o projeto. Isto permite encontrar defeitos tão cedo quanto possível, o que reduz radicalmente o custo de reparar o defeito. Os testes são realizados ao longo de quatro dimensões da qualidade:confiabilidade, funcionalidade, desempenho da aplicação, e o desempenho do sistema. Para cada uma destas dimensões da qualidade, o processo descreve como passar pelo teste do ciclo de planejamento, projeto, implementação, execução e avaliação.

#### Disciplina de implantação
O objetivo da implantação é o de produzir com sucesso lançamentos de produtos e entregar o software para seus usuários finais. Ele cobre uma vasta gama de atividades, incluindo a produção de releases externos do software, a embalagem do software e aplicativos de negócios, distribuição do software, instalação do software e prestação de ajuda e assistência aos usuários. Embora as atividades de implantação estejam principalmente centradas em torno da fase de transição, muitas das atividades devem ser incluídas nas fases anteriores para se preparar para a implantação, no final da fase de construção. Os processos ("workflows") de "Implantação e Ambiente" do RUP contêm menos detalhes do que outros workflows.

### Três disciplinas de apoio/suporte

#### Disciplina de ambiente
O ambiente enfoca as atividades necessárias para configurar o processo para um projeto. Ele descreve as atividades necessárias para desenvolver as diretrizes de apoio a um projeto. A proposta das atividades de ambiente é prover à organização de desenvolvimento de software os processos e as ferramentas que darão suporte à equipe de desenvolvimento. Se os usuários do RUP não entendem que o RUP é um framework de processo, eles podem percebê-lo como um processo pesado e caro. No entanto, um conceito-chave dentro do RUP foi que o processo RUP pode e, muitas vezes, deve ser refinado. Este foi inicialmente feito manualmente, ou seja, por escrito, um documento de "caso de desenvolvimento" que especificou o processo refinado para ser utilizado. Posteriormente, o produto IBM Rational Method Composer foi criado para ajudar a tornar esta etapa mais simples, engenheiros de processos e gerentes de projeto poderiam mais facilmente personalizar o RUP para suas necessidades de projeto. Muitas das variações posteriores do RUP, incluindo OpenUP/Basic, a versão open-source e leve do RUP, são agora apresentados como processos distintos, por direito próprio, e atendem a diferentes tipos e tamanhos de projetos, tendências e tecnologias de desenvolvimento de software. Historicamente, como o RUP, muitas vezes é personalizado para cada projeto por um perito do processo RUP, o sucesso total do projeto pode ser um pouco dependente da capacidade desta pessoa.

#### Disciplina de configuração e gerência de mudança
A disciplina de Gestão de Mudança em negócios com RUP abrange três gerenciamentos específicos: de configuração, de solicitações de mudança, e de status e medição.
- Gerenciamento de configuração: A gestão de configuração é responsável pela estruturação sistemática dos produtos. Artefatos, como documentos e modelos, precisam estar sob controle de versão e essas alterações devem ser visíveis. Ele também mantém o controle de dependências entre artefatos para que todos os artigos relacionados sejam atualizados quando são feitas alterações
- Gerenciamento de solicitações de mudança: Durante o processo de desenvolvimento de sistemas com muitos artefatos existem diversas versões. O CRM mantém o controle das propostas de mudança
- Gerenciamento de status e medição: Os pedidos de mudança têm os estados: novo, conectado, aprovado, cedido e completo. A solicitação de mudança também tem atributos como a causa raiz, ou a natureza (como o defeito e valorização), prioridade, etc. Esses estados e atributos são armazenados no banco de dados para produzir relatórios úteis sobre o andamento do projeto. A Rational também tem um produto para manter a solicitações de mudança chamado Clearquest. Esta atividade têm procedimentos a serem seguidos

#### Disciplina de gerência de projeto
O planejamento de projeto no RUP ocorre em dois níveis. Há uma baixa granularidade ou planos de Fase que descreve todo o projeto, e uma série de alta granularidade ou planos de Iteração que descrevem os passos iterativos. Esta disciplina concentra-se principalmente sobre os aspectos importantes de um processo de desenvolvimento iterativo: Gestão de riscos; Planejamento de um projeto iterativo através do ciclo de vida e para uma iteração particular; E o processo de acompanhamento de um projeto iterativo, métricas. No entanto, esta disciplina do RUP não tenta cobrir todos os aspectos do gerenciamento de projetos.
Por exemplo, não abrange questões como:
- Gestão de Pessoas: contratação, treinamento, etc
- Orçamento Geral: definição, alocação, etc
- Gestão de Contratos: com fornecedores, clientes, etc

## Princípios e melhores práticas
RUP é baseado em um conjunto de princípios de desenvolvimento de software e melhores práticas, por exemplo:
1. Desenvolvimento de software iterativo
2. Gerenciamento de requisitos
3. Uso de arquitetura baseada em componente
4. Modelagem visual de software
5. Verificação da qualidade do software
6. Controle de alteração no software

### Desenvolvimento iterativo
Dado o tempo gasto para desenvolver um software grande e sofisticado, não é possível definir o problema e construir o software em um único passo. Os requisitos irão frequentemente mudar no decorrer do desenvolvimento do projeto, devido a restrições de arquitetura, necessidades do usuário ou a uma maior compreensão do problema original. Alterações permitem ao projeto ser constantemente refinado, além de assinalarem itens de alto risco do projeto como as tarefas de maior prioridade. De forma ideal, ao término de cada iteração haverá uma versão executável, o que ajuda a reduzir o risco de configuração do projeto, permitindo maior retorno do usuário e ajudando ao desenvolvedor manter-se focado.
O RUP usa desenvolvimento iterativo e incremental pelas seguintes razões:
- A integração é feita passo a passo durante o processo de desenvolvimento, limitando-se cada passo a poucos elementos
- A integração é menos complexa, reduzindo seu custo e aumentado sua eficiência
- Partes separadas de projeto e/ou implementação podem ser facilmente identificadas para posterior reuso
- Mudanças de requisitos são registradas e podem ser acomodadas
- Os riscos são abordados no inicio do desenvolvimento e cada iteração permite a verificação de riscos já percebidos bem como a identificação de novos
- Arquitetura de software é melhorada através de um escrutino repetitivo

No entanto, não podemos esquecer que a execução dos pontos do programa apresenta tendências no sentido de aprovar a manutenção do investimento em reciclagem técnica.
Usando iterações, um projeto terá um plano geral, como também múltiplos planos de iteração. O envolvimento dos stakeholders é frequentemente encorajado a cada entrega. Desta maneira, as entregas servem como uma forma de se obter o comprometimento dos envolvidos, promovendo também uma constante comparação entre os requisitos e o desenvolvimento da organização para as pendências que surgem.

### Gerenciamento de requisitos
O Gerenciamento de requisitos no RUP está concentrado em encontrar as necessidades do usuário final pela identificação e especificação do que ele necessita e identificando aquilo que deve ser mudado. Isto traz como benefícios:
- A correção dos requisitos gera a correção do produto, desta forma as necessidades dos usuários são encontradas.
- As características necessárias serão incluídas, reduzindo o custo de desenvolvimentos posteriores.

RUP sugere que o gerenciamento de requisitos tem que seguir as atividades:
- Análise do problema é concordar com o problema e criar medições que irão provar seu valor para a organização
- Entender as necessidades de seus stakeholders é compartilhar o problema e valores com os stakeholders-chave e levantar quais as necessidades que estão envolvidas na elaboração da ideia
- Definir o problema é a definição das características das necessidades e esquematização dos casos de uso, atividades que irão facilmente mostrar os requisitos de alto-nível e esboçar o modelo de uso do sistema
- Gerenciar o escopo do sistema trata das modificações de escopo que serão comunicadas baseadas nos resultados do andamento e selecionadas na ordem na qual os fluxogramas de casos de uso são atacados
- Refinar as definições do sistema trata do detalhamento dos fluxogramas de caso de uso com os stakeholders de forma a criar uma especificação de requerimentos de software que pode servir como um contrato entre o seu grupo e o do cliente e poderá guiar as atividades de teste e projeto
- Gerenciamento das mudanças de requisitos trata de como identificar é importante questionar o quanto o entendimento das metas propostas desafia a capacidade de equalização das condições financeiras e administrativas exigidas. as chegadas das mudanças de requerimento num projeto que já começou

### Uso de arquitetura baseada em componentes
Arquitetura baseada em componentes cria um sistema que é facilmente extensível, intuitivo e de fácil compreensão e promove a reusabilidade de software. Um componente frequentemente se relaciona com um conjunto de objetos na programação orientada ao objeto.
Arquitetura de software aumenta de importância quando um sistema se torna maior e mais complexo. RUP foca na produção da arquitetura básica nas primeiras iterações. Esta arquitetura então se torna um protótipo nos ciclos iniciais de desenvolvimento. A arquitetura desenvolve-se em cada iteração para se tornar a arquitetura final do sistema. RUP também propõe regras de projeto e restrições para capturar regras de arquitetura. Pelo desenvolvimento iterativo é possível identificar gradualmente componentes os quais podem então ser desenvolvidos, comprados ou reusados. Explica pro Product Onwer que o módulo de recursão paralela corrigiu o bug de compilação multi-plataforma de forma asincrona. Estes componentes são frequentemente construídos em infraestruturas existentes tais como CORBA e COM, ou JavaEE, ou PHP

### Modelagem visual de software
Abstraindo sua programação do seu código e representando-a usando blocos de construção gráfica constitui-se de uma forma efetiva de obter uma visão geral de uma solução. Usando esta representação, recursos técnicos podem determinar a melhor forma para implementar a dado conjunto de interdependências lógicas. Isto também constrói uma camada intermediária entre o processo de negócio e o código necessário através da tecnologia da informação. Um modelo neste contexto é uma visualização e ao mesmo tempo uma simplificação de um projeto complexo. RUP especifica quais modelos são necessários e porque.
A Linguagem modelagem unificada (UML) pode ser usada para modelagem de Casos de Uso, diagrama de classes e outros objetos. RUP também discute outras formas para construir estes modelos.

### Verificar qualidade de software
Garantia da qualidade de software é o ponto mais comum de falha nos projetos de software, desde que isto é frequentemente algo que não se pensa previamente e é algumas vezes tratado por equipes diferentes. O RUP ajuda na estruturação do controle da adaptabilidade e cuida da sua construção em todo processo, envolvendo todos os membros da equipe. Nenhuma tarefa é especificamente direcionada para a qualidade; o RUP assume que cada membro da equipe é responsável pela qualidade durante todo o processo. O processo tem enfoque na descoberta da qualidade esperada e provê testes nos processos para medir este nível.

### Controle de alterações no software
Em todos os projetos de software, mudanças são inevitáveis. RUP define processos para controlar, rastrear e monitorar estas mudanças. RUP também define espaços de trabalho seguros (do inglês secure workspaces), garantindo que um sistema de engenharia de software não será afetado por mudanças em outros sistemas. Este conceito é bem aderente com arquiteturas de software baseados em componentização.